# SN 2008hi
SN 2008hi – supernowa typu Ia odkryta 21 listopada 2008 roku w galaktyce M-01-02-15. W momencie odkrycia miała maksymalną jasność 15,40m.